# Bathypaguropsis
Bathypaguropsis är ett släkte av kräftdjur. Bathypaguropsis ingår i familjen eremitkräftor.
Kladogram enligt Catalogue of Life:
| Bathypaguropsis | \| \| Bathypaguropsis cruentus \| \| \| \| \| \| Bathypaguropsis yaldwyni \| \| \| \| |
|                 | \| \| Bathypaguropsis cruentus \| \| \| \| \| \| Bathypaguropsis yaldwyni \| \| \| \| |
|                 | Bathypaguropsis cruentus                                                              |
|                 |                                                                                       |
|                 | Bathypaguropsis yaldwyni                                                              |
|                 |                                                                                       |